# Burg Lauterburg
Die Burg Lauterburg ist die Ruine einer Spornburg im Ortsteil Lauterburg der Gemeinde Essingen im Ostalbkreis in Baden-Württemberg.

## Geschichte
Die Burg wurde vermutlich zu Beginn des 12. Jahrhunderts erbaut. 1128 wurde Adalbert von Lauterburg erstmals erwähnt. Im 13. bis 14. Jahrhundert wurde ein Neubau errichtet und 1594 das neue Schloss im Renaissancestil erbaut; es fiel 1732 einer Brandkatastrophe zu Opfer. Die Schlosskirche wurde 1607 errichtet und ist heute Dorfkirche.
Als Besitzer werden die Hohenstaufen, die Herren von Oettingen und die Freiherren von Woellwarth genannt.
| Jahr          | Ereignis |
| ------------- | --- |
| um 1100       | vermutlich erbauen die Pfalzgrafen von Dillingen die Burg, sehr wahrscheinlich im ersten Viertel des 12. Jahrhunderts. |
| 1128          | wird Lauterburg zum ersten Mal erwähnt, Graf Albert von Dillingen nennt sich „Albertus palatinus Luterburch“. |
| 1191          | erlischt das Geschlecht der von Dillingen in Lauterburg. Nun ziehen die Hohenstaufen als Herzöge von Schwaben das Lehen an sich. |
| 1198          | wechselt Lauterburg vermutlich in den Besitz der Haken von Wöllstein, der „edlen Familie der Hacken“ (Haggen). |
| 1257          | nennt sich Waltharus Haggo „Edler von Lauterburg“. |
| 1276          | verkaufen die Hohenstaufer an die Grafen von Oettingen. „Hans von Aalen“ wird als Lauterburger Vogt erwähnt. |
| 1345          | ist die Burg mit Rosenstein, Heubach und Essingen im Besitz der Grafen von Oettingen. |
| 1358          | wird Lauterburg an Graf Eberhard den Greiner von Württemberg verpfändet. |
| 1386          | erwähnt eine kaiserliche Urkunde, dass zur Vogtei (Gerichtsbarkeit) Lauterburg Zinsen und Güter „aus dem Dorfe und der Vorstadt Aulon von Mühlen, Badstuben und anderen zinsbaren Gütern gehören samt dem halben Umgeld in der Stadt.“ So dürfte ganz Aalen einst zur Herrschaft Lauterburg gehört haben. |
| 1405          | übernimmt Georg III. von Woellwarth Lauterburg mit Rosenstein, Heubach und Essingen als württembergischer Vogt. |
| 1470          | erweitert Rennwart von Woellwarth die alte Burganlage, insbesondere den inneren Torbau. Vermutlich wurde mit dem Bau der Vorburg begonnen. |
| 1479          | kauft Rennwarth von Woellwarth die Burg, samt Essingen und Bartholomä. |
| 1536          | erbaut Georg Heinrich von Woellwarth das äußere Tor als Teil der Vorburg. |
| 1594          | wird der Neubau eines Renaissanceschloss mit drei gewaltigen Stockwerken durch Georg Wolf von Woellwarth ausgeführt. Der mittelalterliche Bestand der Hauptburg wird weitgehend ersetzt. |
| 1601          | zieht Georg Wolf vom Stadtschloss in Heubach nach Lauterburg und legt sich den Namen „von Woellwarth-Lauterburg“ bei. |
| 1607          | errichtet von Woellwarth-Lauterburg die Schlosskirche im Renaissancestil als Teil der Vorburg. |
| 1721          | wird das Pfarrhaus erbaut. |
| 1732          | brennt das Schloss vollständig ab und Baron Sebastian V. von Woellwarth-Lauterburg zieht nach Neubronn. Ein langsamer Verfall der Burganlage beginnt. |
| 1842          | hat der Wiederaufbau des Dorfes Lauterburg nach einem Großbrand vermutlich zur Ausschlachtung der Ruine geführt. Fenster- und Türgewölbe wurden entfernt und die Kellergewölbe zum Einsturz gebracht, um Baumaterial zu gewinnen.                                                                         |
| 1928          | werden Sicherungsmaßnahmen zur Erhaltung der Ruine durchgeführt. |
| 1966          | stürzen zwei Pfeiler in den Burghof und vernichten Teile eines Christbaummarktes (glücklicherweise nachts und ohne Verletzte). |
| 1968 bis 1974 | finden umfassende Sicherungsmaßnahmen zur Erhaltung der Ruine statt, unter anderem Unterfangungen und die Füllung der Lücke in Buckelquadermauer. |
| 2015 bis 2017 | wird die Schlosskirche umfangreich renoviert. |

## Anlage
Von der ehemaligen Burganlage sind noch erhebliche Reste der Umfassungsmauern erhalten, die Vorburg (75 Meter × 25 Meter) ist gut erhalten und zugänglich, die Hauptburg wegen Einsturzgefahr nicht. Die Hauptburg ist zunehmend dem Verfall preisgegeben und wird von Büschen und Bäumen überwuchert. Das innere Torhaus und die Wohngebäude der Vorburg sind bewohnt.
Die Ruine ist seit 1997 eine Sehenswürdigkeit an der Straße der Staufer.

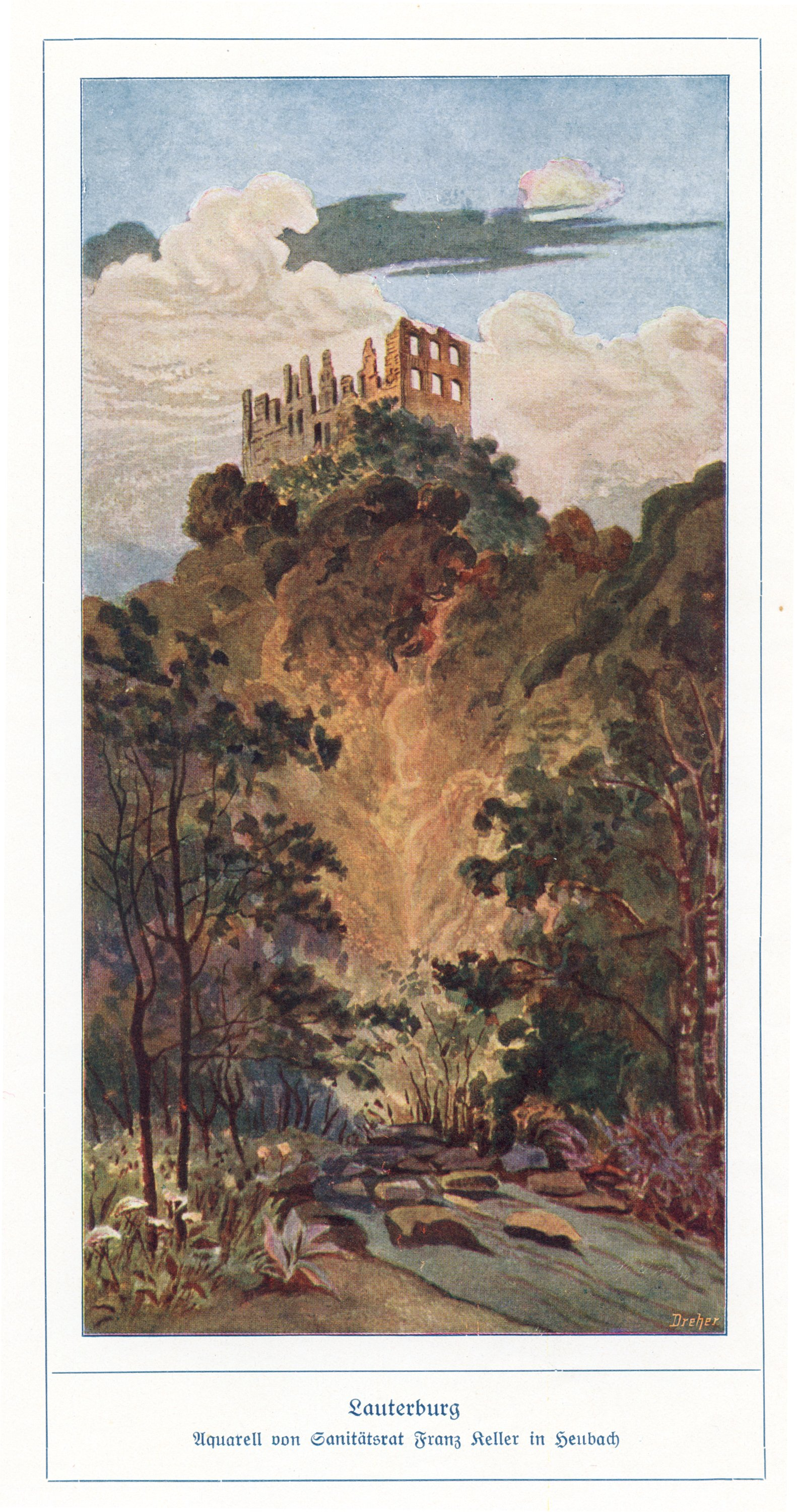
Aquarell (1913) von Franz Keller

## Äußerer Torbau
Das äußere Burgtor ist mit dem Torhaus verbunden. Ursprünglich war das Torhaus die Unterkunft des Torwarts, später wurde es erweitert und bis 1881 als Dorfschule genutzt. Das prägnante Gebäude der Vorburg, insbesondere die Front mit dem Torbogen wird heutzutage am Ort als Wahrzeichen des Dorfes Lauterburg wahrgenommen. Das Anwesen „Äusseres Burgtor“ befindet sich seit 1881 im Besitz der Familie Rieder und deren Nachkommen.
| Jahr      | Ereignis |
| --------- | --- |
| ab 1470   | wird vermutlich die Vorburg angelegt.                                                                               |
| 1536      | vollendet Georg Heinrich von Woellwarth den äußeren Torbau.                                                         |
| 1792      | findet eine Renovierung des äußeren Burgtors statt.                                                                 |
| 1823      | kauft die Gemeinde das Anwesen „Äusseres Burgtor“ zur Nutzung als Schulhaus, Lehrerwohnung und Feuerwehrgerätehaus. |
| 1868      | muss das 2. Turmgeschoss wegen Baufälligkeit abgetragen und somit die Lehrerwohnung verkleinert werden.             |
| 1881      | wird das neue Schulhaus im Dorf eingeweiht, das Anwesen wird jedoch weiterhin als Lehrerwohnung genutzt.            |
| 1896      | verkauft die Gemeinde das Anwesen an die Lehrerswitwe Helene (Lina) Rieder.                                         |
| 1953–1986 | führt Heinzkarl Pfannkuch Renovierungen und Sanierungen durch.                                                      |
| 1997–2015 | saniert und modernisiert Friedlieb Pfannkuch das Anwesen vollständig.                                               |

Bilder
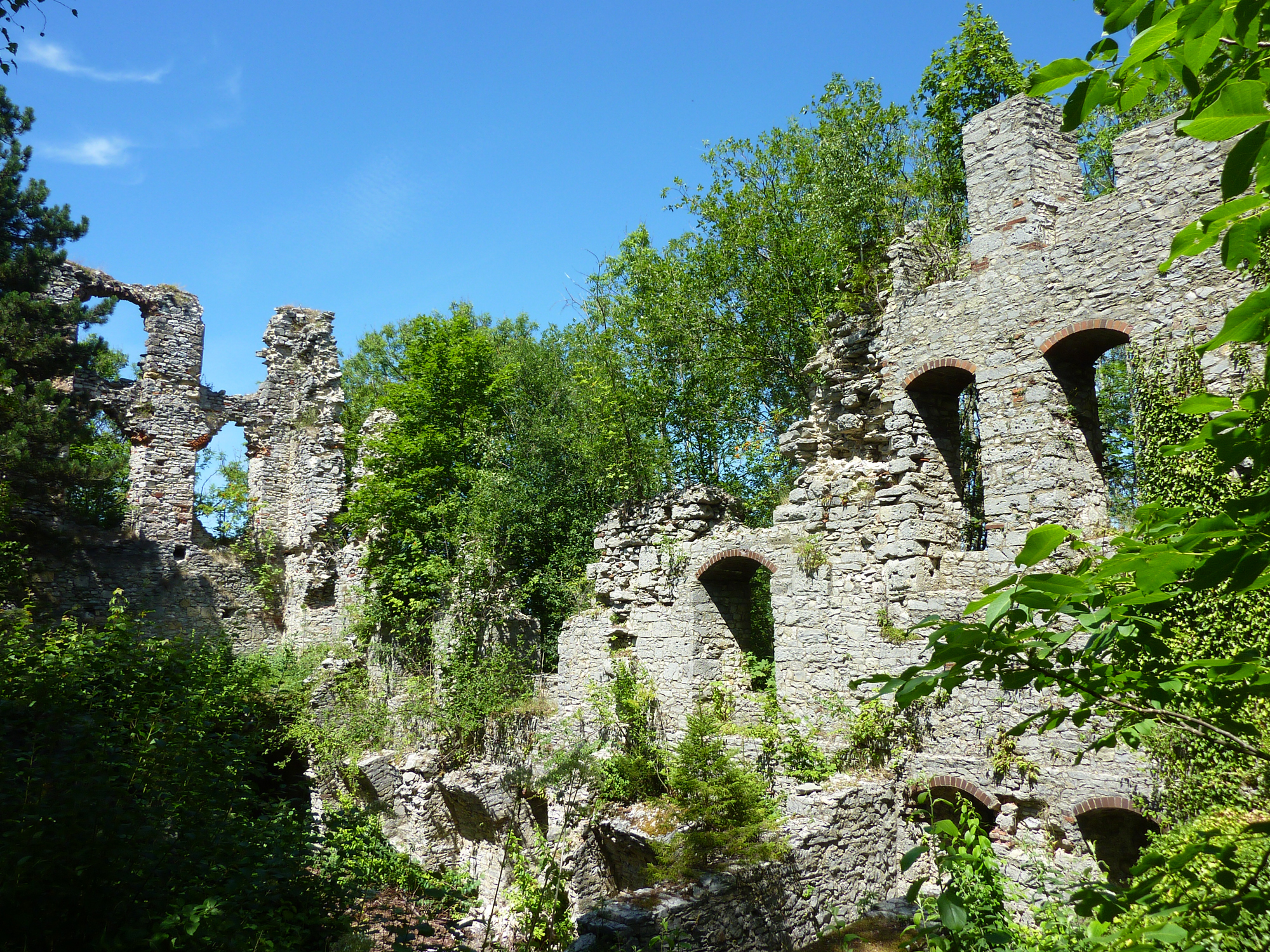
Reste des dreigeschossigen Renaissanceschlosses im Nordosten der Ruine
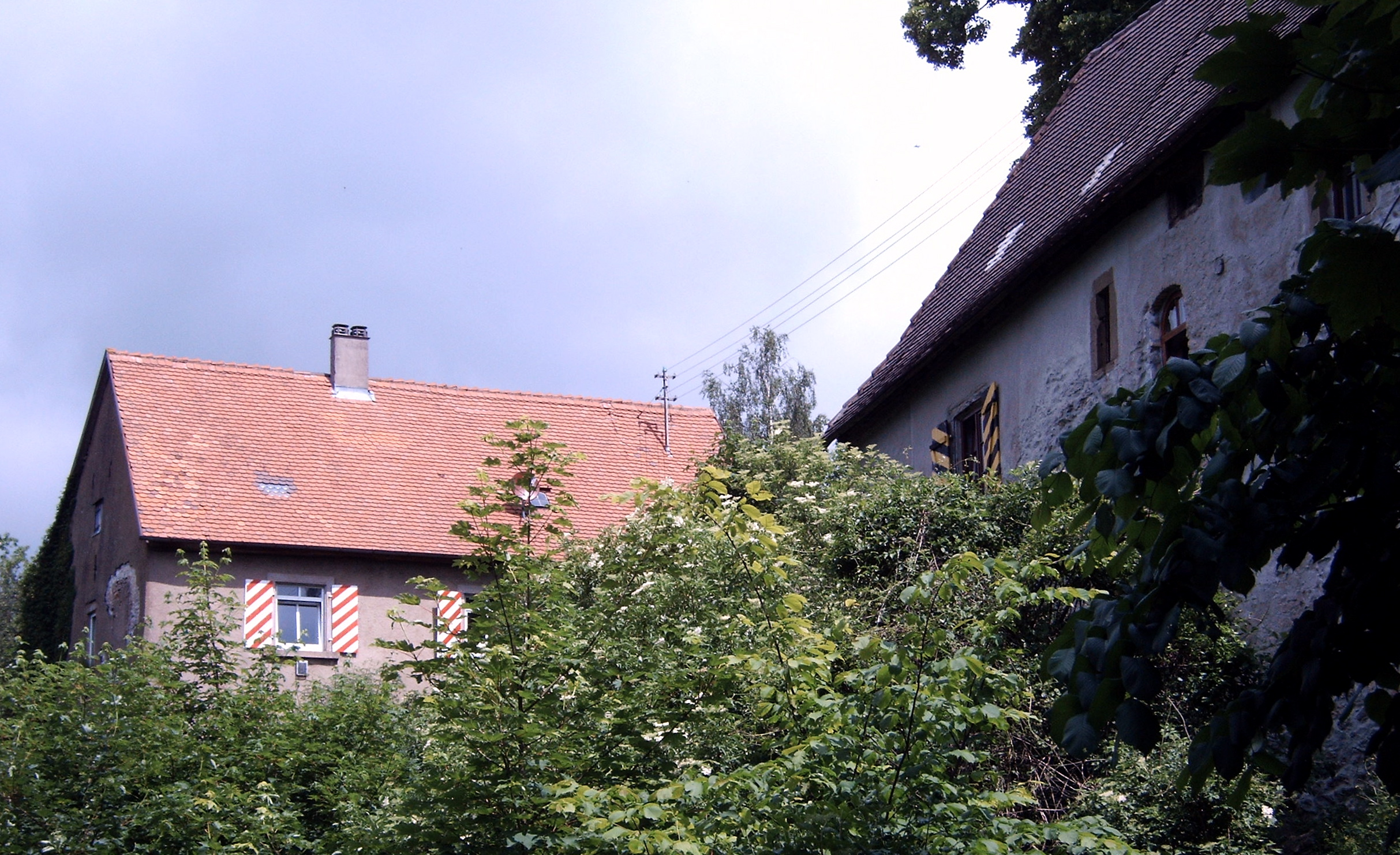
Innerer Torbau (links) und Torwartsgebäude von Süden aus
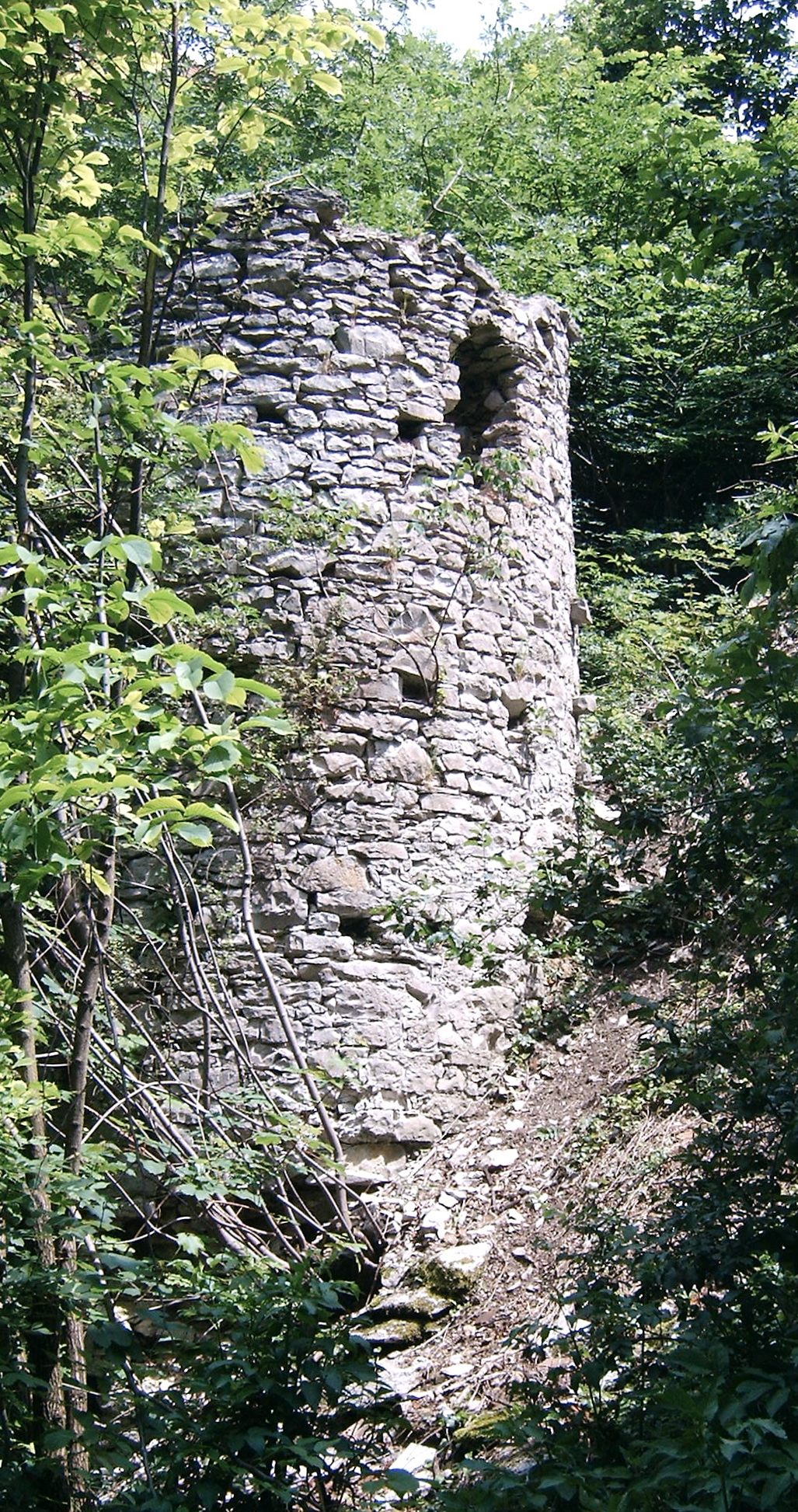
Südlicher Flankierungsturm (2008)
Lauterburg um 1890, Lithographie eines unbekannten Zeichners
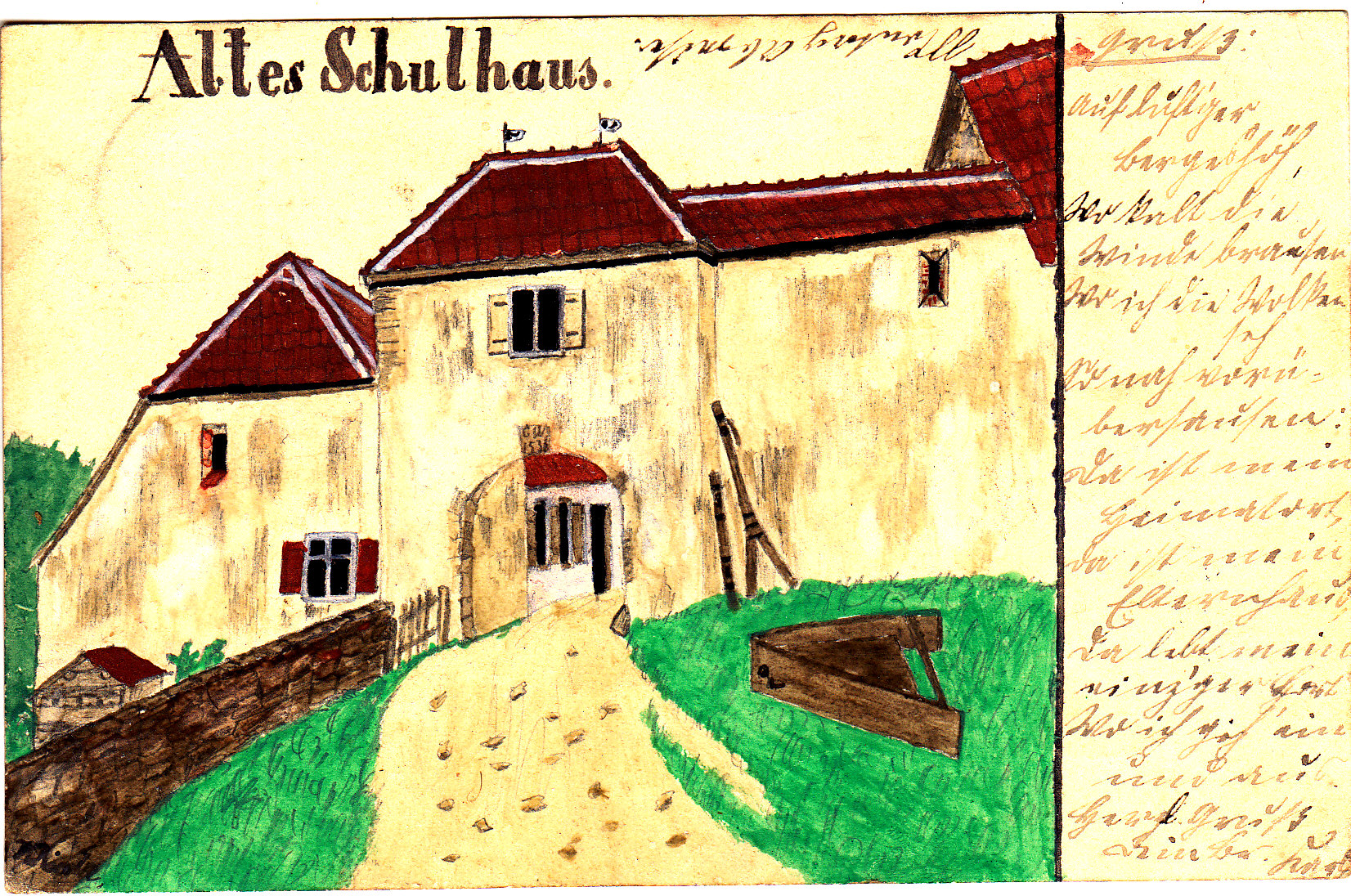
Postkarte Altes Schulhaus, 1900
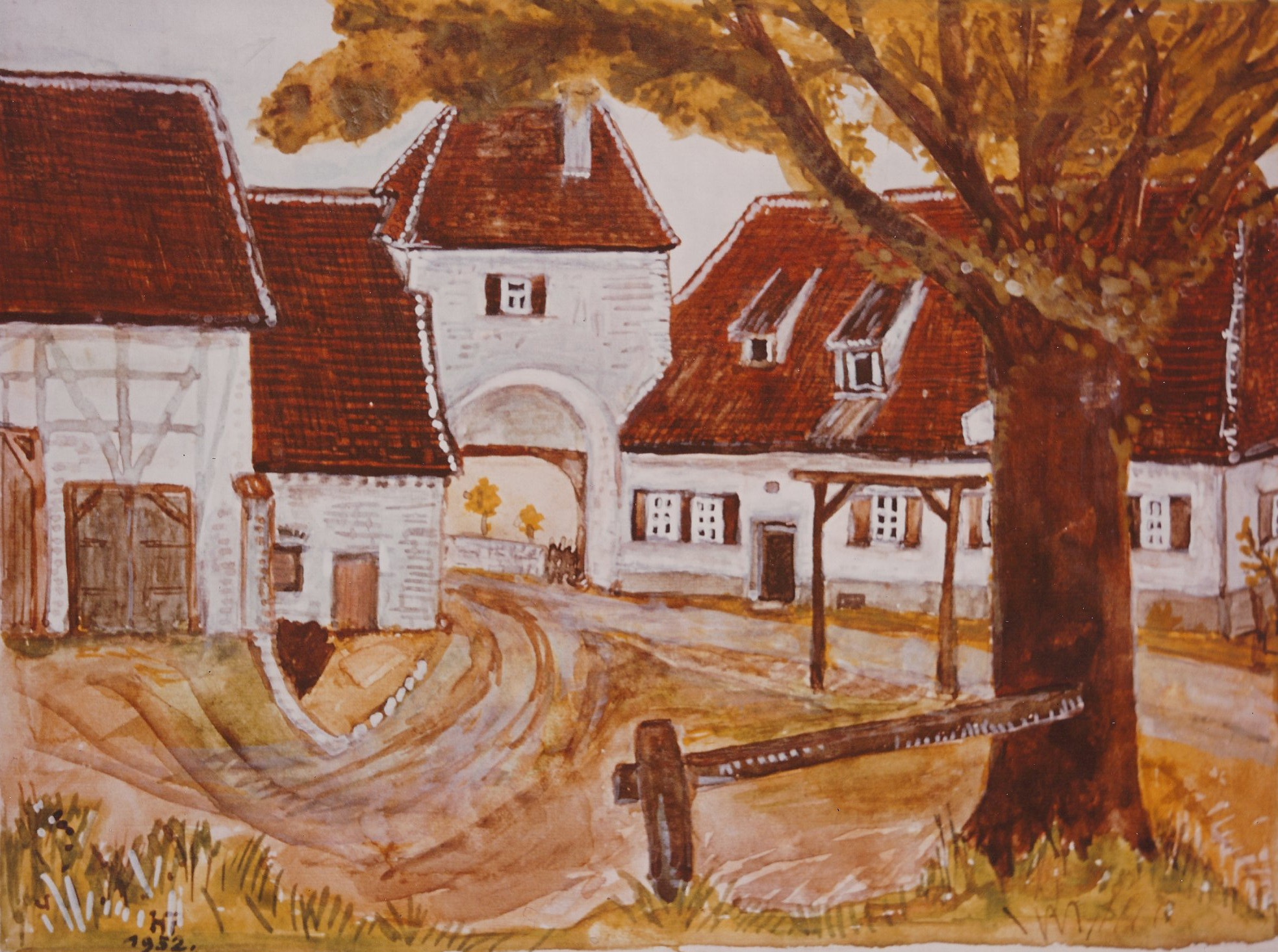
Äußerer Torbau, Hofansicht, 1952